# Stephan Laurenz de La Roque
Stephan Laurenz de La Roque (auch Stephan Laurent Delarocque; * vor 1695 in Frankreich; † 7. Mai 1742 in Bonn) war ein französischer Maler. Sein offizieller Titel lautete „Churfürstl. Rath und Cabinetsmähler“.

## Leben
La Roque ist einer der französischen Künstler, die der Kölner Kurfürst Joseph Clemens von Bayern nach der Rückkehr aus seinem Exil in Frankreich (1715) an den kurkölnischen Hof nach Bonn berief. La Roque ist dort ab 1718 nachweisbar; 1719 war er „Kabinettsmaler“ in der Rangklasse der „Hof-Oberoffiziere“. Er schuf für den Kurfürsten und für weitere Auftraggeber gemalte Deckendekorationen – so 1725–1727 für den Bonner Stadthof des Ministers Ferdinand von Plettenberg, später Boeselagerhof, der im Zweiten Weltkrieg zerstört wurde – und 1736 für das Treppenhaus von Schloss Falkenlust im Schlosspark von Brühl. Daneben zeichnete er Entwürfe für Stuckdekorationen in den kurfürstlichen Schlössern, auch in Arnsberg (um 1725/30) und in Clemenswerth (1737–1742), für den genannten Plettenberger Hof in Bonn und auch etwa für das von Maria Joseph Clement Kaukol gestochene Gebetbuch des Kurfürsten Clemens August (1729).